# 斯特兰福德阿波罗
斯特兰福德阿波罗是一尊古希腊裸体男性雕像，它完成于公元前490年，由帕里安大理石制成。雕像的手臂和小腿如今已缺失。这尊雕像是年代最晚的青年雕像之一，已经和早期的青年雕像产生了明显区别。 1864年，大英博物馆从第八代斯特兰福德子爵珀西·史密斯那里收购了它，这之后该雕像便一直在大英博物馆展出。

## 功能
斯特兰福德阿波罗可能是一尊祭祀用的神像，因为它是在阿纳菲岛上发现的，而阿纳菲岛上有阿波罗神庙的遗迹。